# Władimir Dybo
Władimir Antonowicz Dybo lub Vladimir Antonovič Dybo (ros. Владимир Антонович Дыбо; ur. 30 kwietnia 1931 we wsi Pirogówka, rejon szostkiński, obwód sumski, ZSRR, zm. 7 maja 2023 w Tarusie) – językoznawca rosyjski i radziecki, pracownik naukowy Instytutu Słowianoznawstwa Rosyjskiej Akademii Nauk, doktor nauk filologicznych (1979) i profesor (1992). Autor około 200 publikacji naukowych, w tym 7 monografii. Specjalista w dziedzinie porównawczej lingwistyki historycznej, w zakresie językoznawstwa indoeuropejskiego, szczególnie słowiańskiego, bałtyckiego i irańskiego. Badał również języki uralskie i kaukaskie. Jeden z założycieli moskiewskiej szkoły studiów porównawczych. Wraz z Władisławem Illiczem-Swityczem rozwinął koncepcję uzasadniającą teorię nostratyczną.